# Ярославский сельсовет (Тамбовская область)
Ярославский сельсовет — сельское поселение в Никифоровском районе Тамбовской области Российской Федерации.
Административный центр — село Ярославка.

## География
По территории сельсовета протекает река Польной Воронеж.
На территории сельсовета недалеко от села Ярославка находится крупное Ярославское водохранилище.

## История
Статус и границы сельского поселения установлены Законом Тамбовской области от 17 сентября 2004 года № 232-З «Об установлении границ и определении места нахождения представительных органов муниципальных образований в Тамбовской области»

## Население
| 2010  | 2012  | 2013  | 2014  | 2015  | 2016  | 2017  |
| ----- | ----- | ----- | ----- | ----- | ----- | ----- |
| 1395  | ↗1733 | ↘1703 | ↘1668 | ↘1639 | ↘1568 | ↘1534 |
| 2018  | 2019  | 2020  | 2021  |       |       |       |
| ↘1497 | ↘1456 | ↘1420 | ↗1646 |       |       |       |

## Состав сельского поселения
| № | Населённый пункт | Тип населённого пункта       | Население |
| - | ---------------- | ---------------------------- | --------- |
| 1 | Знаменка         | село                         | ↘312      |
| 2 | Малая Знаменка   | деревня                      | 40        |
| 3 | Орлова Лука      | деревня                      | 15        |
| 4 | Сычёвка          | село                         | ↘371      |
| 5 | Ярославка        | село, административный центр | ↘1024     |

### Упразднённые населённые пункты
Деревня Лысовка.